# Сторожевая (Пермский край)
Сторожевая — посёлок в Красновишерском районе Пермского края. Входит в состав Красновишерского городского поселения.

## Географическое положение
Расположен примерно в 17 км к северо-востоку от районного центра, города Красновишерск.

## Население
| 2010 |
| ---- |
| 20   |

## Топографические карты
- Лист карты P-40-127,128 Красновишерск. Масштаб: 1 : 100 000. Состояние местности на 1982 год. Издание 1988 г.